# JFS
JFS — журнальована файлова система.
Спочатку JFS була розроблена корпорацією IBM для операційної системи AIX.
Наступна версія JFS (JFS2 або Enhanced JFS) була розроблена IBM для ОС Warp Server 4.5 for e-Business (Aurora). Пізніше вона була перенесена в IBM AIX та Linux. Мета розробників була забезпечити високу продуктивність, надійність та масштабованість для багатопроцесорних комп'ютерів. Одна з перших файлових систем, яка мала функцію журналювання (метаданих). Націлена на ефективність в обслуговуванні серверів баз даних, має добрі показники при роботі з великими файлами. При роботі з великою кількість малих файлів, відчутна затримка і програє конкурентним файловим системам. За результатами аналізів, [Архівовано 21 серпня 2019 у Wayback Machine.] [Архівовано 10 жовтня 2019 у Wayback Machine.] також відома відносно меншим споживанням часу процесора.

## Особливості
Наступні особливості вирізняють JFS з-поміж інших систем.

### Журналювання
JFS — журнальована файлова система, у якій журнал було закладено в дизайні з самого початку (на противагу, наприклад, ext3). Максимальний розмір журналу 128 мегабайт. Журналюються лише метадані, вміст власне файлів не журналюється і може бути втрачений при раптовому краху системи чи втраті живлення. Механізм журналювання схожий на XFS, журналюються лише частини дискових індексів (inode).

### B+ дерево
Для пришвидшення пошуку у каталогах JFS використовує B+ дерево. У inode можливе збереження до 8 елементів, при перевищенні цієї кількості використовується B+ дерево. JFS також індексує екстенти у B+ дереві.

### Динамічне виділення індексів
JFS динамічно виділяє місце для дискових індексів (inode) за потреби. Розмір кожного індекса 512 байт. У 16-кілобайтному екстенті вміщуються 32 індекси.

### Екстенти
Файли у JFS організуються у формі екстентів. Екстент — це послідовність (змінної довжини) агрегованих блоків. Екстент може розміщуватися у кількох групах алокації. Екстенти індексуються у B+ дереві, це підвищує швидкодію при пошуку розташування екстентів.

### Суперблок
Суперблок файлової системи містить наступні відомості:
- Розмір ФС
- Кількість блоків даних у ФС
- Стан ФС
- Розміри груп алокації
- Розмір блоку файлової системи